# 韦珀尔斯多夫
韦珀尔斯多夫是奥地利布尔根兰州上普伦多夫县的一个市镇。总面积24.75平方公里，总人口1803人，人口密度72.8人/平方公里（2001年）。